# 白石達
白石 達（しらいし とおる、1947年6月29日 - ）は、日本の経営者。大林組第7代社長を務めた。

## 来歴・人物
大阪府出身。1971年に東京大学工学部建築学科を卒業し、同年に大林組に入社した。2001年6月に取締役に就任し、2003年6月に常務を経て、2007年6月に社長に就任。2018年3月に社長を退任。